# ダニヤル・ウセノフ
ダニヤル・ウセノフ（1960年3月9日 - ）は、キルギス共和国の政治家。同国首相（第14代）を務めた。二等国務国家参議官。キルギスタン人民（「エル」）党党首。

## 経歴
フルンゼ市出身。キルギス人。
- 1982年 - フルンゼ工科大学を卒業
- 1982年～1984年 - ソビエト軍に将校として勤務。ウラル軍管区本部通信拠点長
- 1984年～1990年 - キルギス鉱山（ウラン）コンビナート中央研究室機械化・生産自動化担当技師（カラ・バルタ市）
- 1990年～1992年 - カラ・バルタ市執行委員会第一副議長、カラ・バルタ市行政府副長官
- 1992年 - キルギス国立大学法学部を通信教育で卒業
- 1992年～1993年 - チュイ州国家行政府長官補佐官、キルギス・イギリス投資会社執行役員
- 1994年～1995年 - 金融・産業会社「エリダン」社長
- 1990年～1995年 - カラ・バルタ市とチュイ州議会の代議員
- 1995年～2000年 - ジョゴルク・ケネシ立法院代議員。税務問題委員会委員長
- 2000年 - 「エリダン」社長に再任
- 2000年 - 株式会社「INEKSIMBANK」代表取締役

2000年1月と4月、1996年の事件で起訴され、短期間逮捕・勾留された。同年3月のジョゴルク・ケネシ選挙から外され、不動産の未申告により起訴された。

### チューリップ革命後
2005年3月30日～10月4日、経済発展・貿易・投資担当副首相代行。同年4月18日からアスカル・アカエフ前大統領の財産調査国家委員会議長。同年10月10日～11月10日、第一副首相代行となったが、ジョゴルク・ケネシにより承認されなかった。
- 2006年5月10日～6月26日 - 第一副首相代行に再任
- 2006年6月26日～2007年4月2日 - 第一副首相
- 2007年10月10日～ - ビシュケク市長代行
- 2007年11月14日 - 2008年 - ビシュケク市長
- 2008年7月7日～2009年1月 - キルギス共和国発展財団総裁
- 2009年1月12日～10月21日 - 大統領府長官
- 2009年10月21日から首相就任。
- 2010年4月7日　内閣総辞職[1]。

## パーソナル
妻帯、2児（ムラート、ウルマート）を有する。
「ジーンズ・クラブ」会員。